# Industrial rock

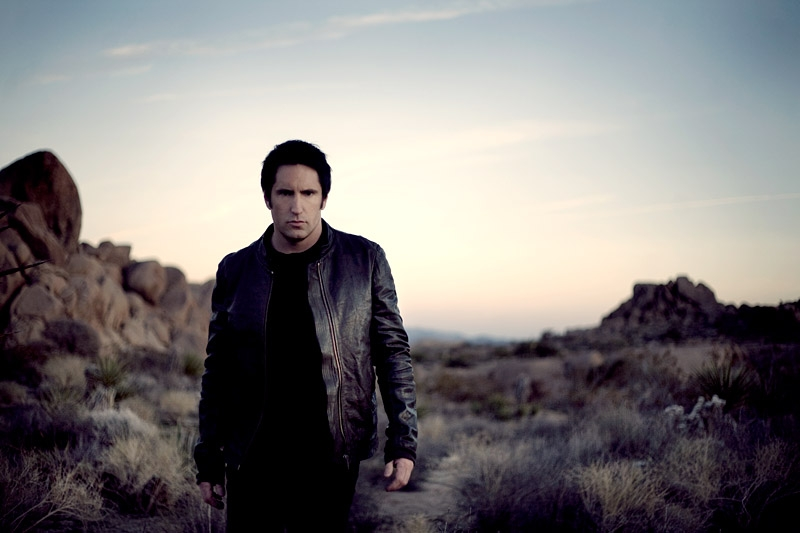
Trent Reznor is een vertegenwoordiger van industrial rock.

Industrial rock is een subgenre van hardrock en kan gezien worden als een mildere vorm van industrial metal. Meestal wordt er geen onderscheid gemaakt tussen deze twee subgenres. Ook wordt het wel bij de gothic rock gerekend.

## Bands
Enkele artiesten/bands die tot dit subgenre behoren zijn:
- 16Volt
- 65daysofstatic
- Gravity Kills
- In This Moment
- KMFDM
- Millionaire
- My Favorite Scar
- Nine Inch Nails
- Skillet
- Zeromancer